# Kékharisnya Társaság
A Kékharisnya Társaság (angolul Blue Stockings Society) informális szociális és önképző mozgalom volt a 18. század közepén Angliában, amely a hasonló, bár formálisabb francia mozgalom mintájára alakult.
A két mozgalom közti lényeges különbség, hogy az angol az oktatásra és a kölcsönös együttműködésre fókuszált, míg a franciák a szociális hálózatépítést és az egyéni szociális előrejutást tartották fontosabbnak.

## A csoport és a név eredete
A korai 1750-es években Elizabeth Montagu és mások női irodalmi kört alapítottak, ami forradalmi lépés volt a hagyományos, kevés agymunkát igénylő női elfoglaltságokhoz képest. Számos vendéget hívtak körükbe, köztük a botanikus, tolmács és könyvkiadó Benjamin Stillingfleetet. Stillingfleet nem volt elég gazdag ahhoz, hogy az alkalomhoz illően öltözzön, ami akkoriban többek közt fekete selyemharisnyát jelentett, ezért utcai viseletben érkezett, kék gyapjúharisnyájában.
Egy időben divatba jött a nők között, hogy esti összejöveteleket rendeztek, ahol ők is részt vettek az irodalomban jártas, avatott emberek társalgásában, s az ilyen módon kielégíthette tudásszomjukat. Ezeket a társaságokat Kékharisnya kluboknak nevezték. E társaságok tagjai közül kezdetben kiemelkedett Mr. Stillingfleet, aki roppant komoran öltözködött, s különösen feltűnt, hogy mindig kék harisnyát hordott. Oly kiváló társalgó volt, hogy távolmaradását az összejövetelekről rendkívüli veszteségnek érezték, s ezt mondogatták: „Semmire se megyünk a kékharisnya nélkül.” Így aztán lassan megszületett az elnevezés." (James Boswell: Samuel Johnson)
Ez valóságos hullámot indított el. A tagok egyikének férje Edward Boscawen tengernagy volt, aki a gyűléseket lenézően Kékharisnyás társaság („Blue-Stocking Society”) névvel illette.
Az elnevezést csakhamar széles körben felkapták, az olvasott, intellektuel nőkre alkalmazták; csak később fűzték hozzá a gúnyos mellékértelmet (a házimunkát elhanyagoló, műveltségére büszke nőre alkalmazva).

## A mozgalom alapító tagjai
- Ada Byron Lovelace
- Mrs Delaney, Margaret Cavendish-Harley gyakori kísérője
- Margaret Cavendish-Harley